# ПТ-76М
Эта статья про советский лёгкий танк ПТ-76М. Информация про проект советского среднего танка приведена в статье Объект 907 (средний танк)
ПТ-76М (он же «Объект 907»)— советский плавающий танк, лёгкий по массе. Был выпущен в единственном экземпляре в 1959 году. Являлся модернизацией танка ПТ-76. Разрабатывался в КБ Сталинградского тракторного завода. Создавался специально для частей морской пехоты. Имел выпуклые внешние борты, для улучшения мореходных качеств. Из улучшений стоит отметить заднее расположение моторно-трансмиссионного отделения, увеличение мощности двигателя (с 240 до 300 л. с.), увеличение ёмкости бака до 500 литров. Танк оборудован навигационной аппаратурой и ночным прицелом.
Танк испытаний не выдержал. Дальнейшую разработку прекратили, поскольку особых преимуществ по сравнению с ПТ-76 он не получил, а производство двух почти идентичных моделей не имело смысла. Для морской пехоты, слегка модернизировали (на трубе вентилятора поставили насадку, чтобы её не заливало) и передали танк ПТ-76. Единственная модель находится в музее в Кубинке.